# Ерюхино (Московская область)

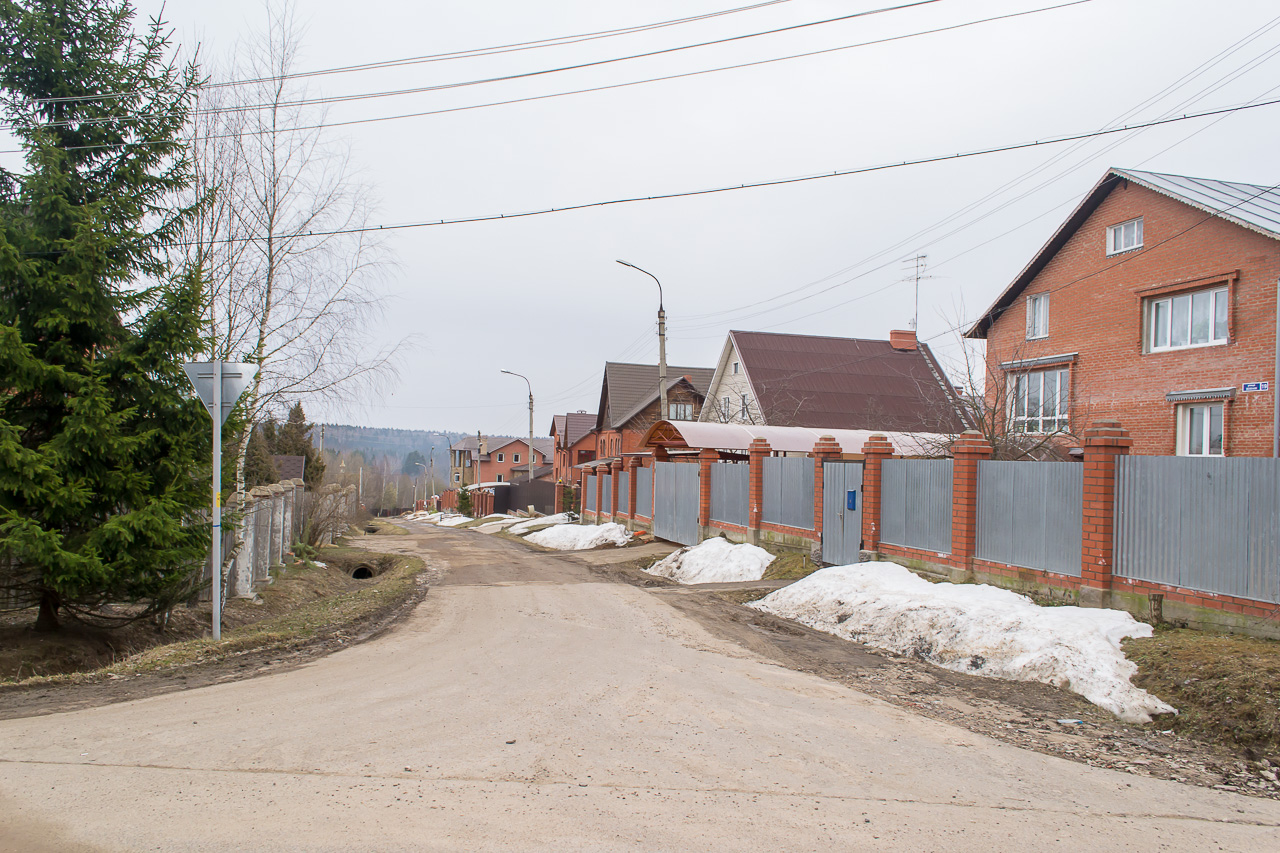

Ерюхино — деревня в Наро-Фоминском районе Московской области, входит в состав сельского поселения Атепцевское. На 2010 год, по данным Всероссийской переписи 2010 года, постоянного населения не зафиксировано, в деревне числятся 4 улицы, 2 гск и 11 садовых товариществ. До 2006 года Ерюхино входило в состав Атепцевского сельского округа. В деревне действуют новопостроенные церковь-часовня Георгия Победоносца и часовня Святослава Киевского.
Деревня расположена на юге центральной части района, на правом берегу реки Нара, примерно в 6 км южнее Наро-Фоминска, высота центра над уровнем моря 185 м. Ближайшие населённые пункты в 1 километре — Атепцево на север и Покровка на юг.